# Joanna Matowicka-Karna
Joanna Małgorzata Matowicka-Karna (ur. 1959 w Strabli) – polska naukowiec, diagnosta laboratoryjny, profesor nauk medycznych.

## Życiorys
W 1986 ukończyła analitykę medyczną na Akademii Medycznej w Białymstoku, gdzie w 1987 rozpoczęła pracę. W 1990 pod kierunkiem dr hab. Haliny Kemony obroniła pracę doktorską "Wpływ reumatoidalnego zapalenia stawów na wybrane parametry odporności nieswoistej" uzyskując stopień naukowy doktora nauk medycznych. W 2004 na podstawie osiągnięć naukowych i złożonej rozprawy pt. "Ocena markerów aktywacji i stanu czynnościowego płytek krwi u chorych zarażonych Giardia intestinalis i Echinococcus granulosus" otrzymała stopień naukowy doktora habilitowanego nauk medycznych. W 2014 uzyskała tytuł profesora nauk medycznych.
W latach 2004–2012 prodziekan Wydziału Farmaceutycznego z Oddziałem Medycyny Laboratoryjnej Uniwersytetu Medycznego w Białymstoku. Kierownik Zakładu Laboratoryjnej Diagnostyki Klinicznej UMB. Członek Zarządu oddziału białostockiego Polskiego Towarzystwa Diagnostyki Laboratoryjnej. Członek Rady Naukowej Instytutu Parazytologii im. Witolda Stefańskiego Polskiej Akademii Nauk.
Odznaczona Złotym Krzyżem Zasługi (2013).